# سد سالامونده
سد سالامونده (به پرتغالی: Barragem de Salamonde) یک سد قوسی و نیروگاه برقابی در پرتغال است که در Salamonde واقع شده‌است.